# Henicolaboides
Henicolaboides es un género de escarabajos de la familia Attelabidae. El género fue descrito científicamente primero por Legalov en 2007. Esta es una lista de especies perteneciente a este género:
- Henicolaboides brachmanus
- Henicolaboides gigantinus
- Henicolaboides gigantoides
- Henicolaboides haematideus
- Henicolaboides hypomelas
- Henicolaboides kuitchauensis
- Henicolaboides nanlingensis
- Henicolaboides oberthueri
- Henicolaboides potanini
- Henicolaboides sapansis
- Henicolaboides spinipes
- Henicolaboides yunnanicus